# Bank of America
Банк Америки (англ. Bank of America, BofA) — один із найбільших банків США, штаб-квартира у м. Шарлотт, Північна Кароліна. Належить до "Великої Четвірки" найбільших банків США. Входить до десятки найбільших банків світу за рейтингом британського журналу The Banker. Загальні активи за підсумками 2013 року становили більше 2,1 трлн доларів США.
Банк має широку мережу відділень у США, на його частку припадає близько 12% усіх депозитів в країні. Bank of America має у своєму розпорядженні мережу дочірніх банків і підрозділів у більш ніж 40 країнах світу. Основним профілем банку є інвестиційно-банківська діяльність, робота на фондових ринках, регулювання грошових операцій на світовому ринку, гра на товарній і валютній біржах. Крім того, банк займається фінансовими консультаціями юридичних осіб, інвесторів, фінансових інститутів і державних організацій по всьому світу.
Чистий прибуток у 2013 склав 11,431 млрд доларів США.

## Історія
Заснований як Commercial National Bank (CNB) у Шарлотт, Північна Кароліна у 1874. Згодом банк прийняв назву NationsBank, яку тримав до 1998.
В 1998 NationsBank придбав Bank of America, який був утворений у 1930 через злиття Bank of Italy і Bank of California. «Банк Італії» (Bank of Italy) був створений у 1928 у Сан-Франциско, Каліфорнія. З придбанням Bank of America NationsBank прийняв його назву.
Довгий час акції Bank of America входили до бази розрахунку індексу Dow Jones Industrial Average. Однак у вересні 2013 вони були виключені.
В серпні 2014, за результатами розслідування, Bank of America погодився виплатити штраф владі США у розмірі 16,7 млрд доларів за маніпуляції із іпотечними кредитами, які стали однією із причин Світової фінансової кризи у 2008 році. Цей штраф є найбільшим в історії і перевищує весь річний дохід Bank of America за минулий рік. Американські компанії ніколи раніше не платили стільки владі США за врегулювання претензій.

## Галерея

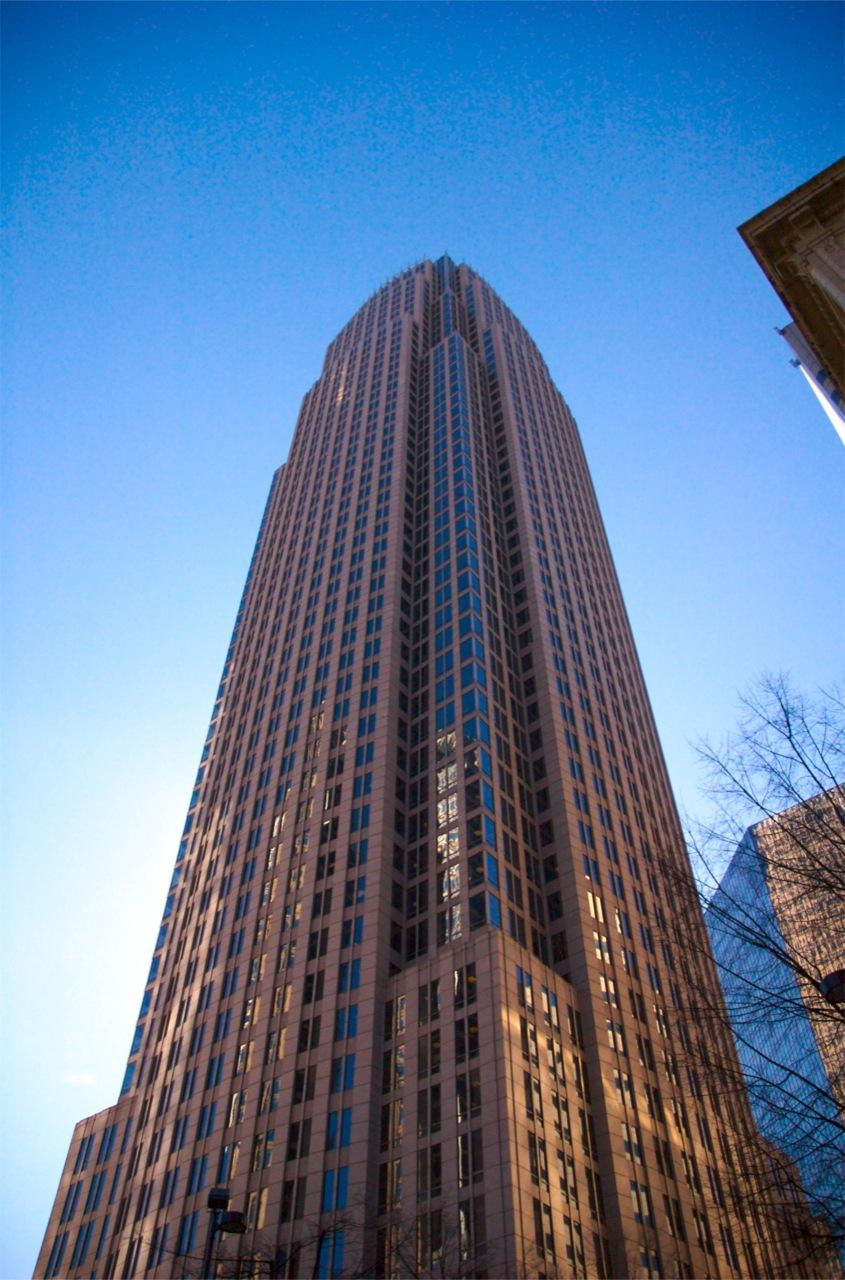
Корпоративний офіс Bank of America у Шарлотт, Північна Кароліна
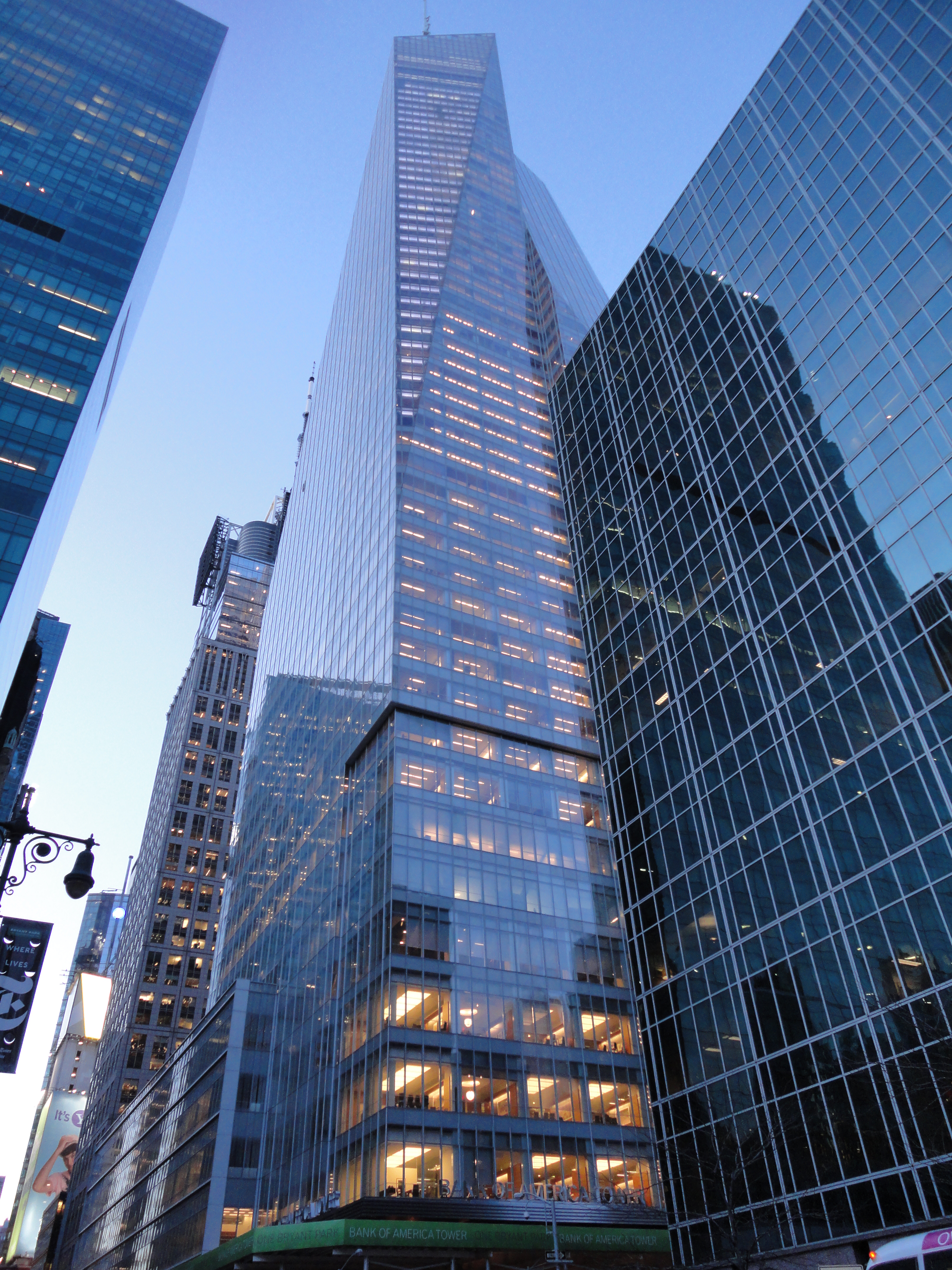
Bank of America Tower в Нью-Йорку
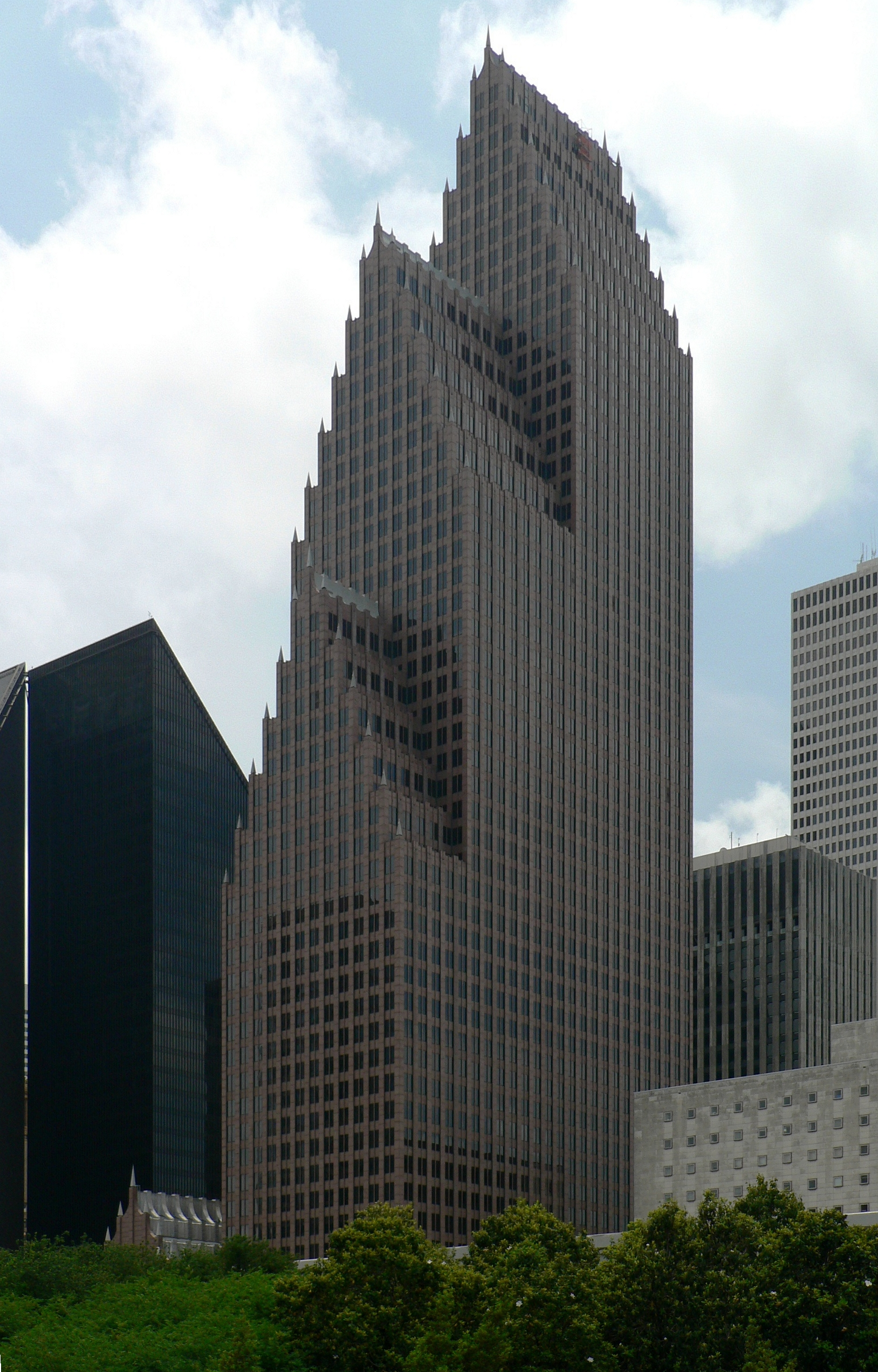
Bank of America у Х'юстоні
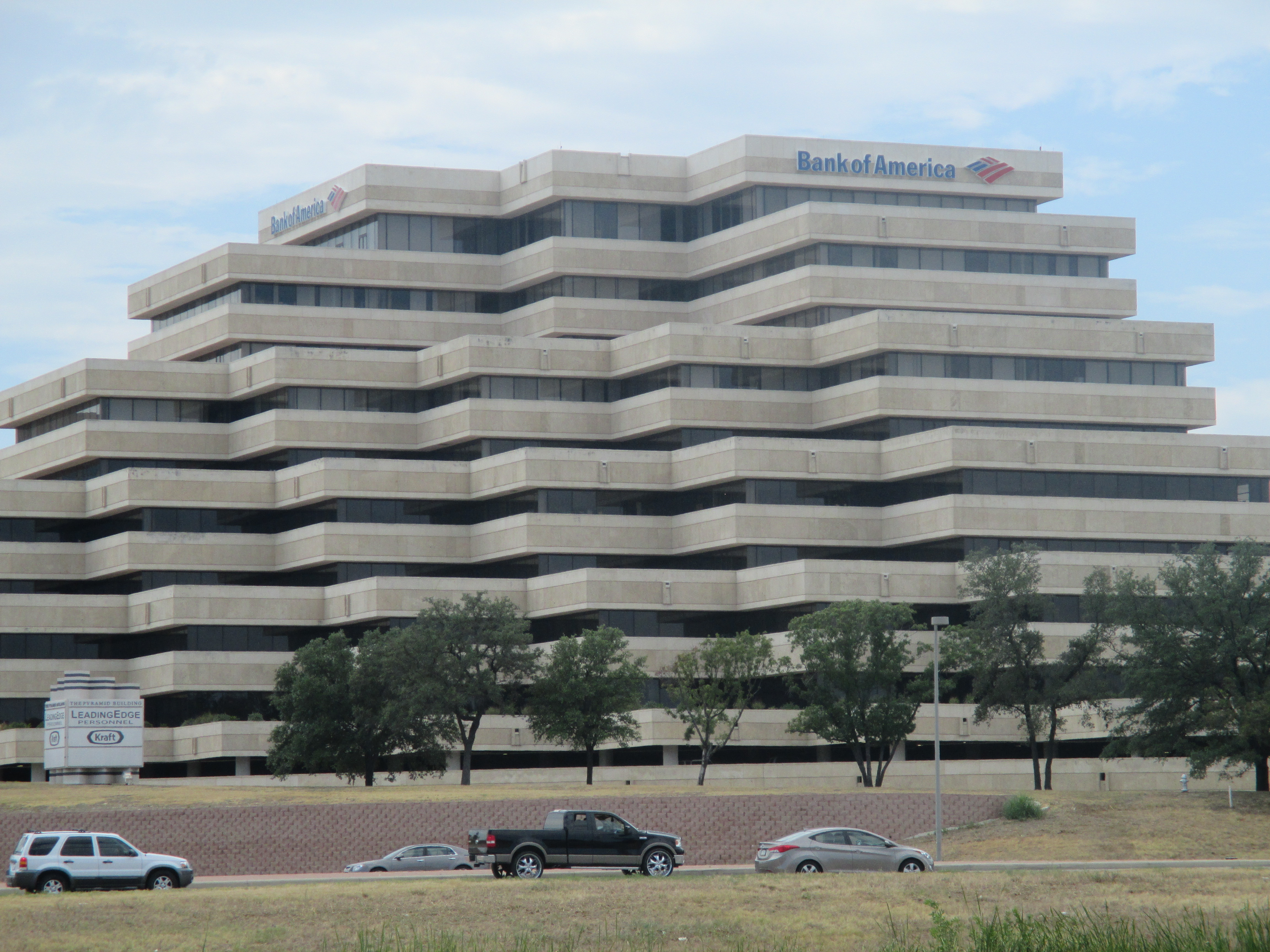
Пірамідальний офіс у Сан-Антоніо, Техас
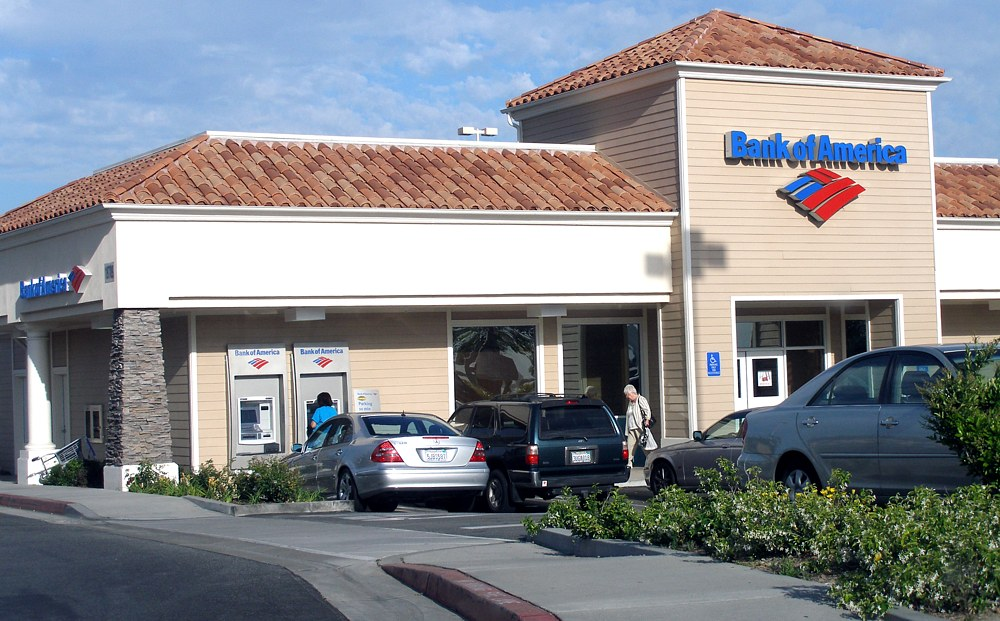
Відділення банку у Лос-Анджелесі
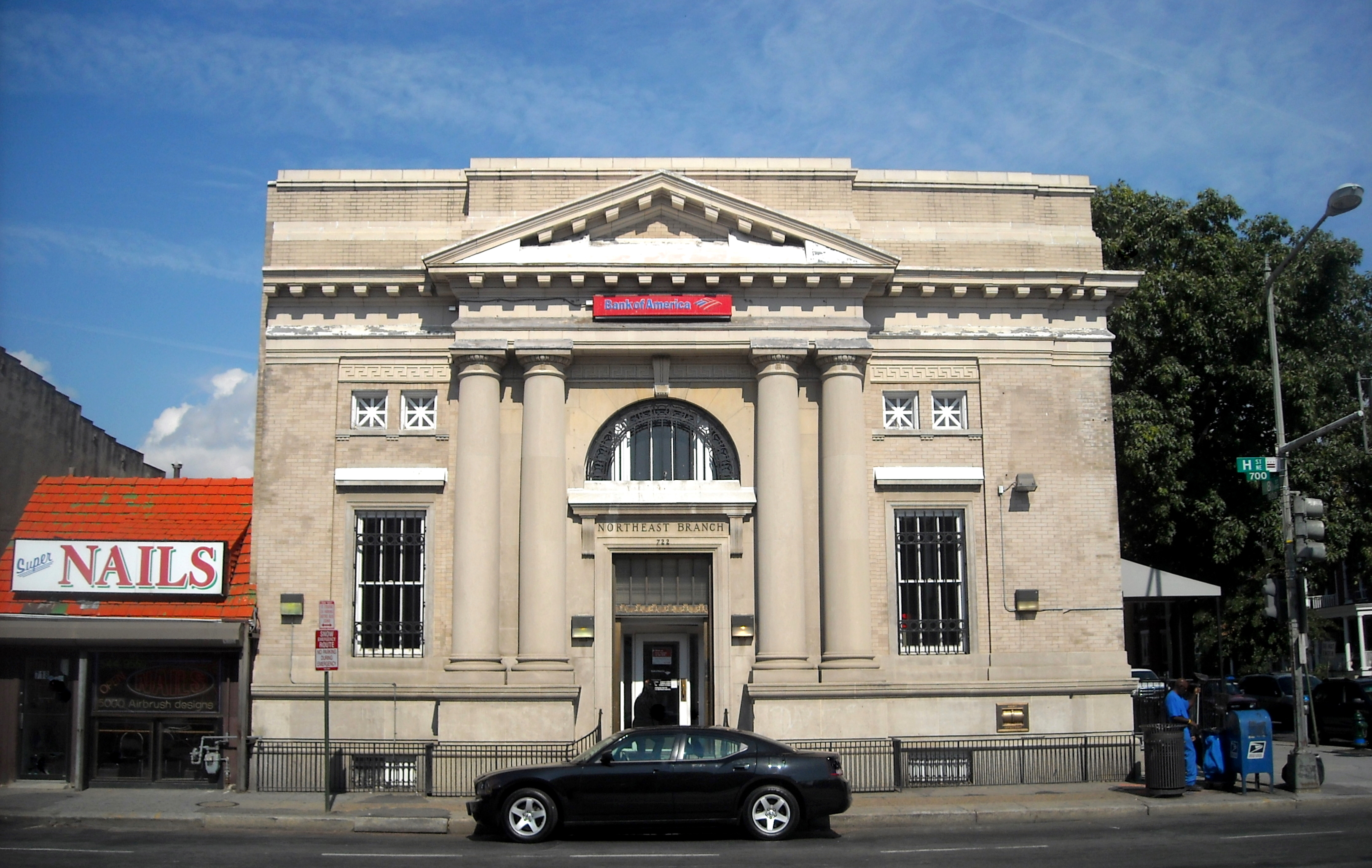
Відділення у Вашингтоні